# Antigermanismus

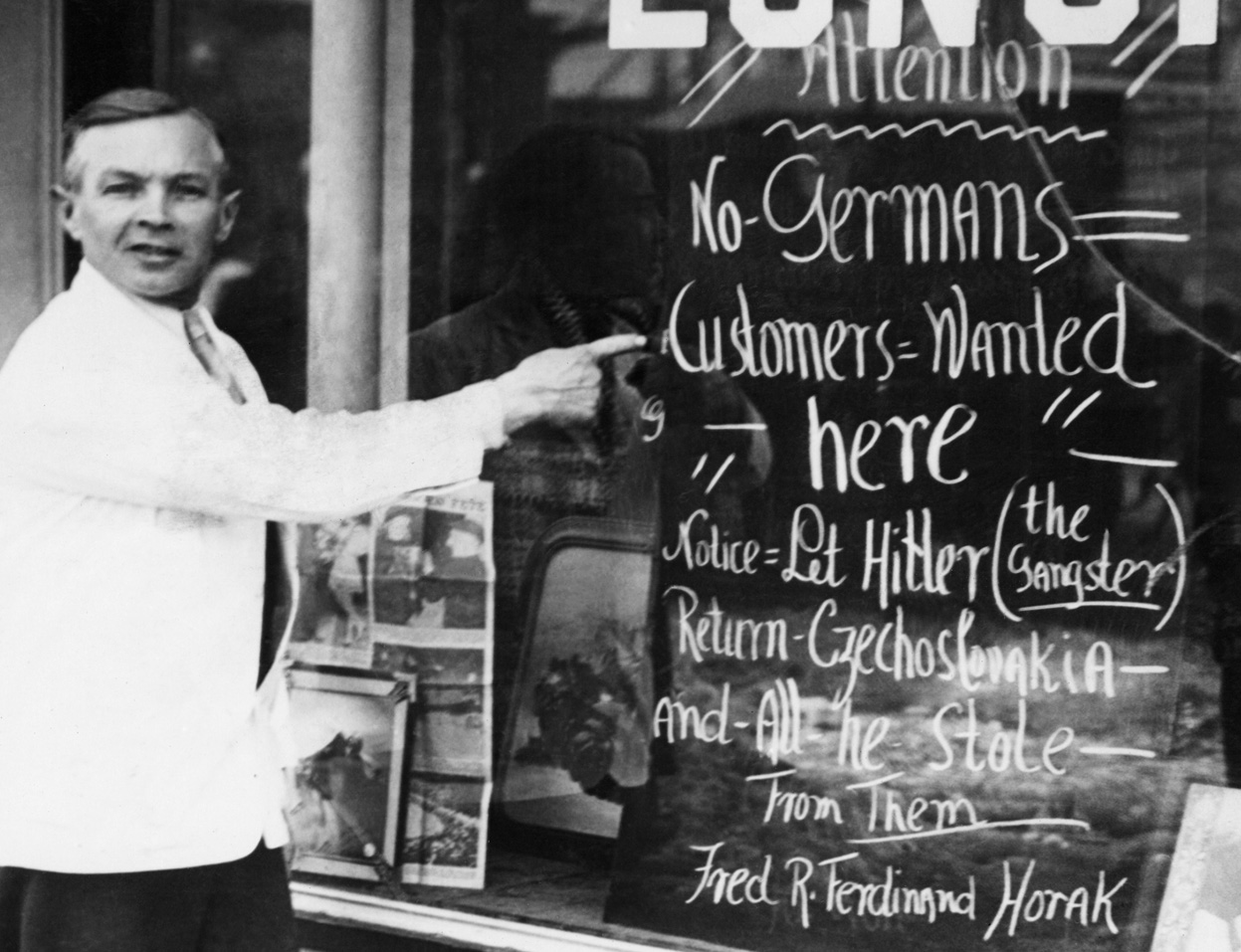
Pražan žijící v USA s nápisem "Nepřeji si Německé zákazníky" na průčelí své restaurace (1939).

Antigermanismus (též antiněmectví) označuje nenávist nebo ostrý nesouhlas, vyjádřený vůči Němcům nebo Německu.
Rozšířený byl a dnes v mnohem menší míře je v zemích s Německem sousedícími, hlavně ve Francii, Česku a Polsku, stal se ale i nástrojem propagandy v SSSR. Do jisté míry se jednalo o reakci na ostrý antislavismus (u východních sousedů Německa), který vygradoval hlavně v časech druhé světové války a po jejím skončení, kdy docházelo na některých místech i k lynčům a útokům na Němce (například Ústecký masakr). Byl však rozšířen již dříve (například v ČSR k sudetským Němcům panovala jistá forma nesympatie, vyvolaná na konci 30. let hlavně jejich snahami o autonomii a vzhlížením k nacistickému Německu).
Nedobré vztahy mezi Němci a Francouzi z dob předválečných a meziválečných byly umírněny a zlepšeny díky poválečné spolupráci a obnově (například Elysejskou smlouvou z roku 1963) a vytvoření ekonomického středu Evropského společenství. V současné době antigermanistické postoje ve Francii zastávají někteří pravicoví aktivisté či odpůrci EU (například Jean-Pierre Chevènement).

## Antisudeťáctví
Českou odrůdou antiněmectví je antisudeťáctví.